# فرودگاه صحرایی کولتر
فرودگاه صحرایی کولتر (به انگلیسی: Coulter Field) یک فرودگاه همگانی بهره‌برداری هوایی با کد یاتا CFD است که یک باند فرود آسفالت دارد و طول باند آن ۱۲۱۹ متر است. این فرودگاه در شهر برایان، تگزاس کشور ایالات متحده آمریکا قرار دارد و در ارتفاع ۱۱۲ متری از سطح دریا واقع شده‌است.